# La Yeguada
La Yeguada est un stratovolcan du Panama.